# 金森博雄
金森博雄（日语：金森 博雄，かなもり ひろお，1936年10月17日—），日裔美國地震學家，他對於地震的物理學和造成地震板塊運動作出了根本上的貢獻。

## 研究
金森博雄和美國地震學家湯馬斯·漢克斯發展出更能直接反應地震過程物理性質的矩震級，並在大規模地震時取代芮氏地震規模。昭和三陆地震的矩震级即由金森博雄推算，并被美国地质调查局认可。
金森博雄和菊地正幸發展出了以遠震波形計算斷層上滑移分布的方式。另外，他們還研究了實時地震。

## 榮譽與獎項
- 1994年朝日賞
- 2004年日本學士院獎
- 2006年文化功勞者
- 2007年獲得京都獎基礎科學獎[10]

## 代表性著作
- Kanamori, H.  (PDF). J. Geophys. Res. 1977, 82 (20): 2981–2876  [2011-11-17]. Bibcode:1977JGR....82.2981K. doi:10.1029/JB082i020p02981. （原始内容存档 (PDF)于2010-07-23）.
- S. Uyeda, H. Kanamori.  (PDF). Journal of Geophysical Research. 1979, 84: 1049–1061. Bibcode:1979JGR....84.1049U. doi:10.1029/JB084iB03p01049. （原始内容 (PDF)存档于2011-06-14）.
- Hanks, Thomas C.; Kanamori, Hiroo.  (PDF). Journal of Geophysical Research. 05/1979, 84 (B5): 2348–2350. Bibcode:1979JGR....84.2348H. doi:10.1029/JB084iB05p02348. （原始内容存档 (PDF)于2010-08-21）.
- L. Ruff and H. Kanamori.  (PDF). Phys. Earth Planet. Inter. 1980, 23 (3): 240–252. Bibcode:1980PEPI...23..240R. doi:10.1016/0031-9201(80)90117-X. （原始内容 (PDF)存档于2010-07-23）.
- Kikuchi, M., and Kanamori, H.  (PDF). Bull. Seismol. Soc. Am. 1982, 72: 491–506. （原始内容 (PDF)存档于2010-07-23）.
- Kanamori, H., E. Hauksson, and T. Heaton.  (PDF). Nature. 1997, 390 (6659): 461–464. Bibcode:1997Natur.390..461K. doi:10.1038/37280. （原始内容 (PDF)存档于2011-06-14）.
- Allen, R.M. and H. Kanamori. . AGU 2001 fall meeting. 2001.
- Allen RM, Kanamori H.  (PDF). Science. 2 May 2003, 300 (5620): 786–9. Bibcode:2003Sci...300..786A. PMID 12730599. doi:10.1126/science.1080912. （原始内容 (PDF)存档于2010-06-04）.

## 外部連結
- Kanamori, Hiroo. . Caltech.   [2011-11-17]. （原始内容存档于2012-05-13）.
- Kanamori Receives the Bucher Medal （页面存档备份，存于） （英文）
- 金森 博雄 Hiroo Kanamori - 第23回(2007)京都賞 基礎科学部門
- 恩賜賞・日本学士院賞・日本学士院エジンバラ公賞授賞一覧 | 日本学士院 （页面存档备份，存于）
- nkysdb: 金森 博雄 （页面存档备份，存于）（なかよし論文データベース）